# Mostra de Venise 1958

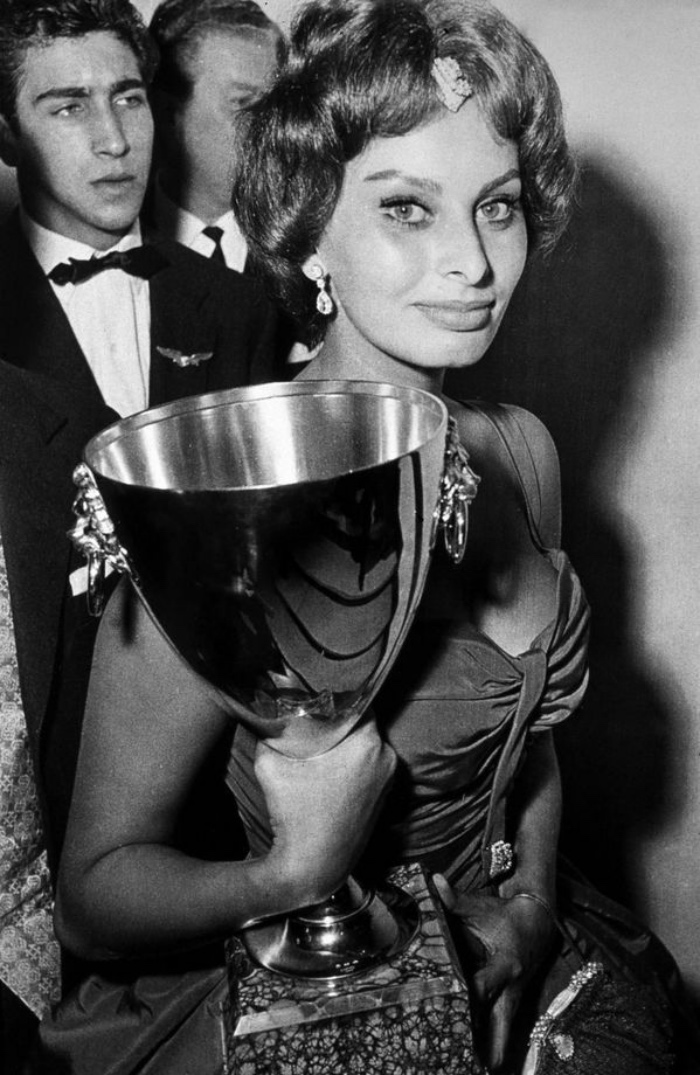
Sophia Loren avec la coupe Volpi à la Mostra de Venise 1958

La Mostra de Venise 1958 s'est déroulée du 24 août au 7 septembre 1958.

## Jury
- Jean Grémillon (président, France), Carlos Fernandez Cuenca (Espagne), Piero Gadda Conti (Italie), Hidemi Ina (Japon), Alberto Lattuada (Italie), Friedrich Luft (RFA), Sergei Vasilyev (URSS).

## Palmarès
- Lion d'or pour le meilleur film : L'Homme au pousse-pousse (Muhomatsu no issho) de Hiroshi Inagaki
- Coupe Volpi pour la meilleure interprétation masculine : Alec Guinness pour De la bouche du cheval (The Horse's Mouth) de Ronald Neame
- Coupe Volpi pour la meilleure interprétation féminine : Sophia Loren pour L'Orchidée noire (The Black Orchid) de Martin Ritt